# Espanhol neomexicano
O espanhol neomexicano (em espanhol: español neomexicano, em inglês: New Mexican Spanish) é uma variante da língua espanhola falada nos estados americanos de Novo México e Colorado e inclusive no norte do estado mexicano de Chihuahua. Trata-se de um dialeto único dentro do panorama linguístico hispânico devido ao independentismo de Novo México que desde os tempos remotos era colônia espanhola e devido a ele poderia ter conservado traços do castelhano medieval[carece de fontes?], além de fazer uso de uma grande quantidade de termos indígenas (do náuatle primeiro e das línguas locais depois) e de anglicismos (depois com a anexação estadunidense em 1848).